# Cephalodella speciosa
Cephalodella speciosa är en hjuldjursart som beskrevs av Myers 1924. Cephalodella speciosa ingår i släktet Cephalodella och familjen Notommatidae. Inga underarter finns listade i Catalogue of Life.